# Маслов Василь Олексійович
Василь Олексійович Маслов (2 лютого 1911, село Кузовка Липецького повіту Тамбовської губернії, тепер Липецької області, Російська Федерація — 1981, місто Москва, тепер Російська Федерація) — радянський державний діяч, заступник голови Ради міністрів Російської РФСР, голова Воронезького облвиконкому. Депутат Верховної ради РРФСР 3—4-го скликань.

## Життєпис
Закінчив школу фабрично-заводського учнівства.
У 1929—1930 роках — секретар Больше-Полянського районного комітету ВЛКСМ, секретар Становлянського районного комітету ВЛКСМ Центрально-Чорноземної області.
Член ВКП(б) з 1929 року.
У січні 1931—1934 роках — завідувач агітаційно-масового відділу Становлянського районного комітету ВКП(б), голова Становлянської районної ради профспілок, завідувач організаційного відділу Становлянського районного комітету ВКП(б) Центрально-Чорноземної області.
У 1934—1936 роках — голова виконавчого комітету Становлянської районної ради Воронезької області.
У 1936—1937 роках — 2-й секретар Ведузького районного комітету ВКП(б) Воронезької області; 2-й секретар Грибановського районного комітету ВКП(б) Воронезької області.
У 1937—1941 роках — 1-й секретар Панінського районного комітету ВКП(б) Воронезької області.
У 1941—1945 роках — 1-й секретар Бутурлинівського районного комітету ВКП(б) Воронезької області.
У 1945—1946 роках — секретар Воронезького обласного комітету ВКП(б) з кадрів.
У 1946—1947 роках — 3-й секретар Воронезького обласного комітету ВКП(б).
Закінчив заочно Воронезький педагогічний інститут.
У 1947 — вересні 1950 року — начальник Воронезького обласного управління сільського господарства.
У вересні — листопаді 1950 року — 2-й секретар Воронезького обласного комітету ВКП(б).
У листопаді 1950 — жовтні 1952 року — голова виконавчого комітету Воронезької обласної ради депутатів трудящих.
Був слухачем Вищої партійної школи при ЦК КПРС.
1 жовтня 1952 — 25 лютого 1958 року — заступник голови Ради міністрів РРФСР.
Потім — завідувач сектору відділу сільського господарства Комітету народного контролю СРСР.
Персональний пенсіонер. Помер у 1981 році в Москві.

## Нагороди і відзнаки
- ордени
- медаль «За трудову доблесть» (9.04.1939)
- медалі